# Garante per la protezione dei dati personali

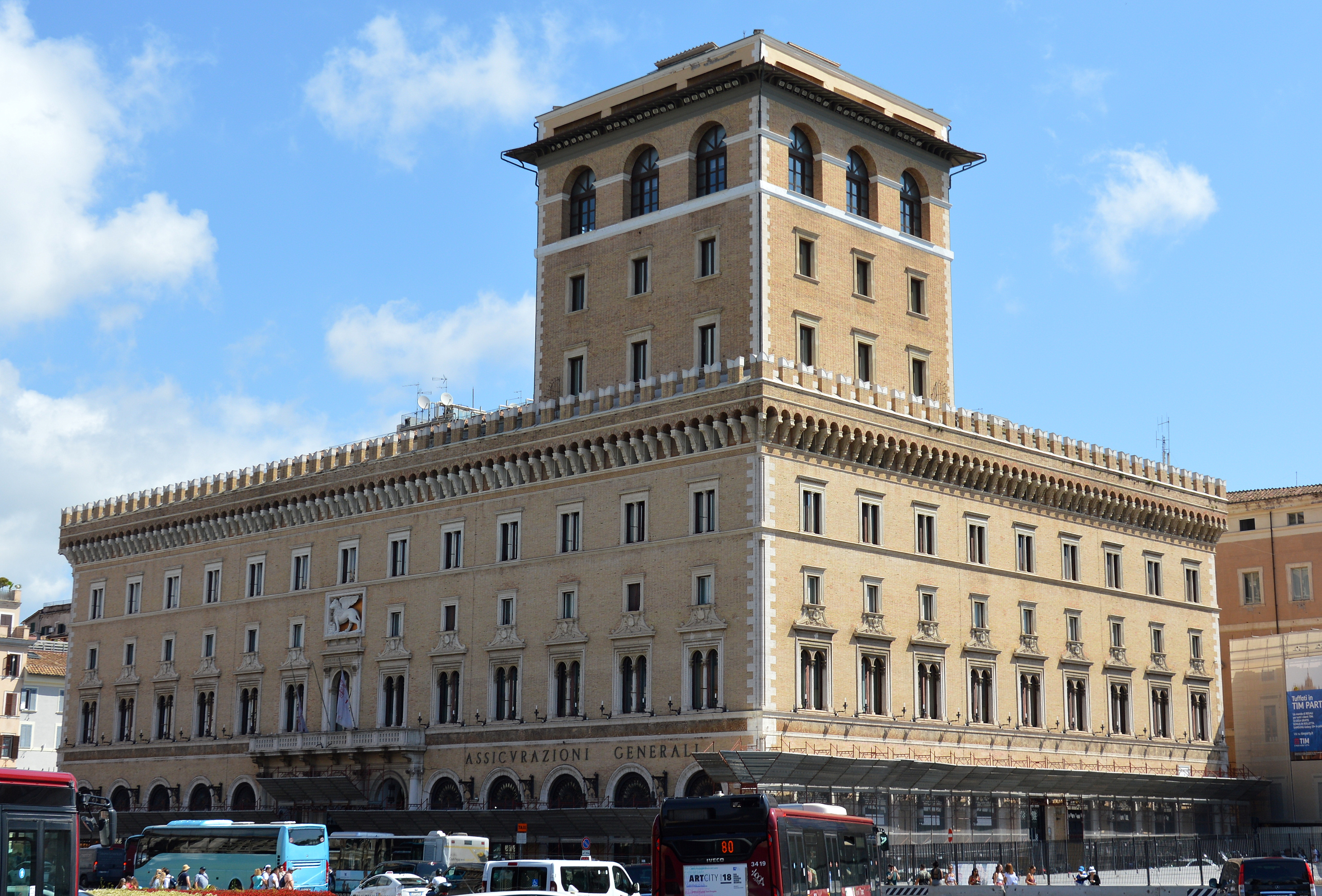
Gebäude der Assicurazioni Generali in Rom, 2018

Der Garante per la protezione dei dati personali (GPDP)  (italienisch für Garant für den Schutz der persönlichen Daten) oder meist nur Garante della privacy ist die italienische Datenschutzbehörde. Sie nahm am 31. Dezember 1996 ihre Tätigkeit auf. Ihr Sitz befindet sich im Palazzo delle Assicurazioni Generali in Rom. Präsident ist seit 2020 der Jurist Pasquale Stanzione.